# Aruküla
Aruküla – miasteczko w Estonii, w prowincji Harju, stolica gminy Raasiku.